# Alvania dianiensis
Alvania dianiensis is een slakkensoort uit de familie van de Rissoidae. De wetenschappelijke naam van de soort is voor het eerst geldig gepubliceerd in 1988 door Oliverio.